# Досталь, Лукаш
Лукаш Досталь (чеш. Lukáš Dostál; род. 22 июня 2000, Брно, Чехия) — чешский хоккеист, вратарь. В настоящее время является игроком клуба НХЛ «Анахайм Дакс». Чемпион мира 2024 года.

## Карьера

### Клубная
Лукаш Досталь начал свою карьеру в 2013 году в клубе «Комета» из Брно. В 2015 году провёл наибольшее количество матчей на ноль (8) в юниорской лиге Чехии для игроков не старше 16 лет, при этом также он стал лучшим по количеству побед (25), коэффициенту надёжности (1.47) и проценту отражённых бросков (95.2). В 2016 году завоевал золотую медаль чемпионата Чехии среди юниоров (до 18 лет), став в плей-офф лучшим вратарём по коэффициенту надёжности (2.11). В 2018 году выиграл чешский чемпионат для игроков не старше 20 лет. Из-за высокой конкуренции во вратарской линии основной команды «Кометы», с 2017 по 2019 год Досталь проводил часть сезона в аренде в клубе первой лиги Чехии «Горацка Славия» из города Тршебич. На драфте НХЛ 2018 года он был выбран в 3-м раунде под общим 85-м номером клубом НХЛ «Анахайм Дакс». 12 января 2019 года Досталь дебютировал в Экстралиге за «Комету» в победном матче против «Карловых Вар». Всего он сыграл за «Комету» 2 матча в Экстралиге и 4 в Лиге чемпионов. Не пробившись в основной состав, Досталь по ходу сезона 2018/19 перешёл в финский клуб «Ильвес». Там он сразу стал основным вратарём, показывая очень надёжную игру. В 2020 году Досталь был признан лучшим вратарём чемпионата Финляндии. Сезон 2020/21 он начал в составе «Ильвеса», но после начала сезона в Северной Америке перебрался за океан. Играет в АХЛ за фарм-клуб «уток» «Сан-Диего Галлз».
Дебютировал в НХЛ 9 января 2022 года в матче против «Детройт Ред Уингз», который закончился победой «Дакс» со счётом 4:3 в серии буллитов; Досталь оформил в дебютном матче 33 сейва.

### Международная
С 2015 по 2020 год играл за юниорские сборные Чехии различных возрастных категорий. Серебряный призёр Мемориала Ивана Глинки 2017 года. Участник чемпионата мира среди юниорских команд 2018 года, а также молодёжных чемпионатов мира 2019 и 2020 годов. В 2019 году стал лучшим вратарём молодёжного чемпионата мира по проценту отражённых бросков (95.7).
На домашнем чемпионате мира 2024 провёл все матчи без замен, трижды сыграв на ноль, и помог сборной завоевать титул, став при этом лучшим вратарём и войдя в символическую сборную турнира.

## Статистика

### Клубная карьера
Обновлено на конец сезона 2020/2021
|           |                 |        | Регулярный сезон | Регулярный сезон | Регулярный сезон | Регулярный сезон | Регулярный сезон | Регулярный сезон | Регулярный сезон | Регулярный сезон | Плей-офф | Плей-офф | Плей-офф | Плей-офф | Плей-офф | Плей-офф | Плей-офф | Плей-офф |
| Сезон     | Команда         | Лига   | Игр              | В                | П                | Мин              | ПШ               | «0»              | КН               | %                | Игр      | В        | П        | Мин      | ПШ       | «0»      | КН       | %        |
| --------- | --------------- | ------ | ---------------- | ---------------- | ---------------- | ---------------- | ---------------- | ---------------- | ---------------- | ---------------- | -------- | -------- | -------- | -------- | -------- | -------- | -------- | -------- |
| 2017/18   | Тршебич         | 1 лига | 20               | 10               | 10               | 1212             | 49               | 2                | 2.43             | 92.1             | -        | -        | -        | -        | -        | -        | -        | -        |
| 2018/19   | Комета Брно     | ЧЭЛ    | 2                | 1                | 1                | 80               | 4                | 0                | 3.0              | 85.2             | -        | -        | -        | -        | -        | -        | -        | -        |
| 2018/19   | Тршебич         | 1 лига | 24               | 15               | 9                | 1465             | 65               | 3                | 2.5              | 91.5             | -        | -        | -        | -        | -        | -        | -        | -        |
| 2018/19   | Ильвес          | ФХЛ    | 10               | 4                | 6                | 601              | 18               | 1                | 1.8              | 92.2             | 7        | 2        | 5        | 457      | 19       | 0        | 2.71     | 90.7     |
| 2019/20   | Ильвес          | ФХЛ    | 43               | 27               | 14               | 2592             | 77               | 3                | 1.78             | 92.8             | -        | -        | -        | -        | -        | -        | -        | -        |
| 2020/21   | Ильвес          | ФХЛ    | 11               | 10               | 1                | 659              | 18               | 1                | 1.64             | 94.1             | -        | -        | -        | -        | -        | -        | -        | -        |
| 2020/2021 | Сан-Диего Галлз | АХЛ    | 24               | 15               | 9                | 1424             | 68               | 0                | 2.87             | 91.6             | 3        | 1        | 2        | 188      | 8        | 0        | 2,55     | 93,5     |